# 미싱타는 여자들
미싱타는 여자들(Sewing Sisters)은 한국에서 제작된 이혁래, 김정영 감독의 2020년 다큐멘터리 영화이다. 이숙희 등이 주연으로 출연하였고 김정영, 이혁래 등이 제작에 참여하였다.

## 출연

### 주연
- 이숙희
- 신순애
- 임미경

## 제작진
- 프로듀서: 김정영
- 제작투자: 김정영
- 제작투자: 김영덕
- 공동제작투자: 김난숙
- 동시녹음: 김창훈
- 동시녹음: 구종률
- 믹싱: 김시현
- 시각효과: 이혁래
- 마케팅책임: 장선영
- 광고디자인: 박재호
- 광고디자인: 이유희
- 광고디자인: 이서연
- 광고디자인: 홍인서
- 광고디자인: 박인혜
- 디지털색보정: 송현준
- 초상화: 노석미
- 배급책임: 정태원
- 배급진행: 김재용
- 배급진행: 김진웅
- 마케팅진행: 이슬비
- 마케팅진행: 최민주
- 마케팅진행: 김성하
- 회계책임: 김명옥
- 온라인 마케팅: 김호진
- 온라인 마케팅: 조윤서
- 온라인 마케팅: 김보라
- 온라인 마케팅: 임세영
- 온라인 마케팅: 이은정
- 온라인 마케팅: 김규민
- 온라인 디자인: 최진희
- 온라인 디자인: 이강희
- 예고편: 변상수
- 예고편: 이연화
- 해외배급책임: 손민경
- 해외배급진행: 주아람
- 해외배급진행: 박혜진
- 해외배급진행: 장예원
- 해외배급관리: 성윤지
- 번역: 이한나